# Henry Mason Adams
Henry Mason Adams (* 12. Februar 1907 in Fall River; † 5. Juli 1992 in Santa Barbara) war ein amerikanischer Historiker. Er lehrte Geschichte an der University of Santa Barbara in Kalifornien.

## Leben
Nach dem Schulbesuch in seiner Heimatstadt River Falls begann Adams das Studium der Geschichtswissenschaften am Williams College. Im Herbst des Jahres 1926 wechselte er – im Anschluss an die Teilnahme an der Summer School of the University of Wisconsin im Jahr 1929 – an die Lehigh University in Bethlehem, Pennsylvania, wo er im Jahr 1930 einen Bachelor-Abschluss erwarb.
In den Jahren 1930 und 1931 studierte Adams an der Georgetown University in Washington, D.C. sowie an der Friedrich-Wilhelms-Universität in Berlin. Anschließend folgten ausgedehnte Reisen durch Europa. Ab 1932 setzte er seine Studien in Washington fort.
Anschließend immatrikulierte er sich an der Graduate School der University of Southern California, die er im Jahr 1934 mit einem Master-Abschluss verließ. 1935 durchlief er Vertiefungsstudien in den Fächern Geschichte und Latein an der Pacific Military Academy. Von 1935 bis 1937 gehörte er der Stanford University als Graduate-Student und Assistent am Department of History an. Hier erhielt er 1937 den PhD.
Ende der 1930er Jahre begann Adams seine Laufbahn als Dozent, die von der Teilnahme am Zweiten Weltkrieg unterbrochen wurde. Seit 1947 lehrte er als Assistant-Professor und später als regulärer Professor am Santa Barbara College der University of Southern California. 1974 wurde er emeritiert.
Der Schwerpunkt der Lehr- und Forschungstätigkeit von Adams, der dem revisionistischen Flügel der amerikanischen Geschichtsschreibung angehörte (so wandte er sich gegen die Position der deutschen Kriegsschuld am Ersten Weltkrieg), lag auf dem Studium der europäischen Geschichte. So legte er Arbeiten über den Deutsch-Französischen Krieg von 1870/1871 und eine Biographie über den deutschen Politiker Franz von Papen vor. Politisch war er äußerst konservativ eingestellt, so befürwortete er etwa einen scharfen Kurs in der Konfrontation mit der Sowjetunion.

## Schriften
- The Immediate Origins of the Franco-Prussian War, 1870–1871, 1937.
- Die Beziehungen zwischen Preussen und den Vereinigten Staaten 1775–1870, Bd. 1, 1960.
- Die Beziehungen zwischen Preußen und den Vereinigten Staaten, Teil II. 1800–1850, in: Jahrbuch der Albertus-Universität Königsberg, Berlin 1961, S. 179–256.
- Probleme der Beziehungen zwischen Preussen-Deutschland und den USA seit Bismarck, Würzburg 1961.
- Rebel Patriot. A Biography of Franz von Papen, 1987.